# Otus ireneae
L'assiolo di Sokoke (Otus ireneae Ripley, 1966) è un uccello rapace della famiglia Strigidae.  
Si trova in Kenya e Tanzania. La più grande popolazione di questa specie di gufo vive nella foresta di Cynometra-Manilkara, all'interno della foresta di Sokoke. Si trova anche nella foresta Afzelia-Cinometra.
L'assiolo di Sokoke può arrivare fino a 16-17 cm e può pesare fino a 57 g. È insettivoro e la colorazione del piumaggio può essere grigia o marrone-rossiccio.